# 貝拉茨爾克瓦

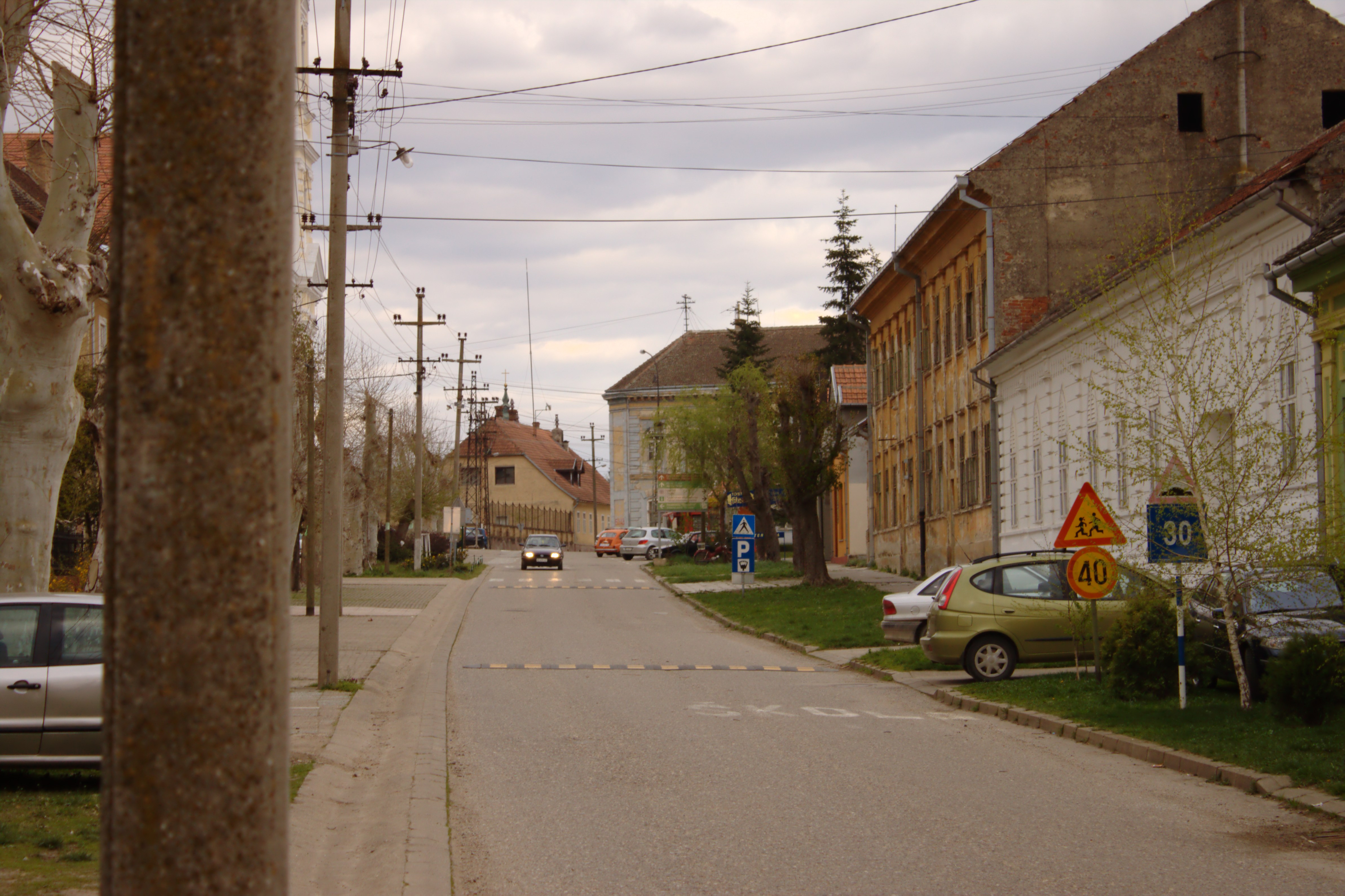

貝拉茨爾克瓦是塞爾維亞的城鎮，由南巴納特州負責管轄，位於該國東部，始建於1717年，面積39平方公里，海拔高度343米，該地區自新石器時代有人類居住，2011年人口8,868。

## 外部連結
- www.belacrkva.eu
- www.belacrkva.rs （页面存档备份，存于）
- www.belacrkva.co.rs （页面存档备份，存于）
- www.bela-crkva.net